# Messtechnik
Die Messtechnik befasst sich mit Geräten und Methoden zur Bestimmung (Messung) physikalischer Größen wie beispielsweise Länge, Masse, Kraft, Druck, elektrische Stromstärke, Temperatur oder Zeit. Wichtige Teilgebiete der Messtechnik sind die Entwicklung von Messsystemen und Messmethoden sowie die Erfassung, Modellierung und Reduktion (Korrektur) von Messabweichungen und unerwünschten Einflüssen. Dazu gehört auch die Justierung und Kalibrierung von Messgeräten sowie die korrekte Reduktion der Messungen auf einheitliche Bedingungen.
Die Messtechnik ist in Verbindung mit Steuerungs- und Regelungstechnik eine Voraussetzung der Automatisierungstechnik. Für die Methoden und Produkte der industriellen Fertigung kennt man den Begriff der Fertigungsmesstechnik.
Die für die Messtechnik grundlegende Norm ist in Deutschland DIN 1319.

## Einteilung
Die Messtechnik lässt sich nach verschiedenen Arten des Vorgehens bei einer Messung (Messmethoden) gliedern.

### Ausschlags-Methode, Nullabgleichs-Methode und Konkurrierendes
Bei der Ausschlags-Messmethode wird der Messwert aus dem Ausschlag oder einer anderen Anzeige eines Messgerätes ermittelt.
- Beispiel: Federwaage mit Skalenbeschriftung in Gramm.
Bei dieser Methode muss die Waage justiert sein.

Bei der Nullabgleichs- oder Kompensations-Messmethode wird eine bekannte Größe so eingestellt, dass die Differenz mit der zu messenden Größe den Wert null ergibt.
- Beispiel: Balkenwaage mit Anzeige für Drehmomentengleichgewicht.
Bei dieser Methode verwendet man einen Satz von Gewichtsstücken oder verschiebbare Gewichte.

Abwandlungen dieser Grundformen; Beispiele
Bei der Vergleichs- oder Substitutions-Messmethode wird die (zur quantitativen Auswertung ungeeignete) Anzeige der zu messenden Größe nachgebildet durch eine gleich große Anzeige mittels einer einstellbaren bekannten Größe.
- Beispiel: Federwaage mit Skalenbeschriftung in Millimeter.
Bei dieser Methode muss für die Waage ein Satz von Gewichten zur Verfügung stehen. Bei der Messung wird dann der gleiche Ausschlag mit Gewichtstücken hergestellt wie der vom unbekannten Objekt verursachte. (Die Masse des unbekannten Objektes wird durch Gewichtstücke „substituiert“.)

Bei der Differenz-Messmethode wird statt der zu messenden Größe ihr Unterschied zu einer Vergleichsgröße ermittelt.
- Beispiel: Balkenwaage mit Skale (also mehr als nur Nullpunkt-Anzeige).
Bei dieser Methode entsteht ein Ausschlag, mit dem kleine Änderungen einer Größe wesentlich genauer messbar sind als durch Differenzbildung nach Messungen der Größe selber.

Bei der integrierenden Messmethode wird die zu messende Größe aus Augenblickswerten durch Integration (je nach Technik auch durch Summation oder Zählung) gewonnen, vorzugsweise über der Zeit.
- Beispiel: Zählwerk zur Entfernungsmessung, das die Umdrehungen eines Rades erfasst.
Bei dieser Methode kann auch bei starken Schwankungen (im Beispiel in der Drehzahl) eine zuverlässige Aussage gewonnen werden.

### Analoge oder digitale Methode
Siehe hierzu – auch zu einer Gegenüberstellung der Methoden – den Artikel Digitale Messtechnik

### Direkte oder indirekte Methode

#### Direkte Messtechnik
Bei der direkten Messmethode wird die Messgröße unmittelbar mit einem Maßstab oder einem Normal verglichen. Beispiele einer direkten Messung sind das Anlegen eines Maßstabes an die zu bestimmende Länge oder der direkte Vergleich einer zu messenden elektrischen Spannung mit einer einstellbaren Referenzspannung auf einem Spannungs-Kompensator.

#### Indirekte Messtechnik
Die Messsysteme und indirekte Messmethoden machen Größen auch dann messbar, wenn sie auf direktem Wege nicht zugänglich sind. Man misst eine andere Größe und bestimmt daraus die Messgröße, wenn zwischen beiden aufgrund eines Messprinzips ein bekannter eindeutiger Zusammenhang besteht. Beispielsweise wäre der Abstand von Erde und Mond durch direkten Vergleich mit einem Maßstab niemals bestimmbar. 
Nach der Postierung von Retroreflektoren auf dem Mond 1969 gelingt dies hingegen über die Laufzeitmessung eines LASER-Strahls, seit 2007 liegt die Unsicherheit schon im Millimeterbereich.
Eine sehr verbreitete Methode der indirekten Entfernungsmessung, mit der auch der Radius der Mondbahn bestimmt werden kann, ist die Triangulation. Von den beiden Endpunkten einer Standlinie bekannter Länge aus bestimmt man die Winkel, unter denen ein dritter Punkt zu sehen ist. Aus den Winkeln und der bekannten Distanz kann der Abstand des dritten Punktes zur Standlinie berechnet werden. Ähnlich kann der Abstand des Mondes durch indirekten Vergleich mit einem relativ kurzen Maßstab bestimmt werden.
Die Mehrzahl der in Alltag, Wissenschaft oder Industrie eingesetzten Messverfahren verwenden indirekte Methoden. Das unterstreicht auch die Bedeutung des Verständnisses von Messabweichungen und ihrer Fortpflanzung durch mehrstufige Messsysteme (siehe auch Ausgleichsrechnung und Varianzanalyse).
Als Variante bzw. Erweiterung der indirekten Messmethoden können sog. Simultanmessungen gelten. In vielen Bereichen von Naturwissenschaft und Technik werden gleichzeitige Messungen von verschiedenen Punkten aus vorgenommen. Der Zweck ist das Eliminieren von Zeitfehlern, das Minimieren der Messabweichung oder das Aufdecken von Quellen systematischer Messfehler je nach Toleranz.

## Schnellreferenz
Messgerät, Messeinrichtung, Multimeter, Messmittel
Messwert, Messergebnis
Messabweichung, Messgeräteabweichung, Messunsicherheit
Fehlergrenze, Fehlerfortpflanzung, Fehlerrechnung
Reduktion (Messung), Eichung
Sensor, Sensorik, Messprinzip
Messung (als Ausführen von geplanten Tätigkeiten), Metrologie (als Wissenschaft vom Messen und ihre Anwendung)
Schaltzeichen zur Messtechnik

## Grundlagen der elektrischen Messtechnik
Vertiefend zu den vorstehenden Themen sind zu nennen:
- Zeitabhängigkeit von Messgrößen
  - konstante oder in ihrer (langsamen) Veränderung erfassbare Größen
als einzelner Messwert, Folge von Messwerten, Liniendiagramm
  - Augenblickswerte schnell veränderlicher, vorzugsweise periodischer Größen
als stehendes Bild auf einem Bildschirm
  - durch Mittelwertbildung erfassbare Größen
als Gleichwert, Gleichrichtwert, Effektivwert
- Elektromechanische anzeigende Messgeräte
z. B. Analogmultimeter
deren Fehlergrenzen
- Digitalelektronische anzeigende Messgeräte
z. B. Digitalmultimeter
deren Fehlergrenzen
- Registrierende Messgeräte
z. B. Oszilloskope, Messschreiber
- Anpassende Messgeräte
z. B. Messumformer, Messumsetzer, Messverstärker
deren Messsignale
- Messverfahren
für elektrische Größen
z. B. Widerstandsänderung, Wirkleistung
für nicht elektrische Größen
z. B. Temperatur, Druck (siehe weiter unten)

## Typen von Messgeräten
Eine ausführliche Aufzählung von Messgeräten findet sich im Artikel Messgerät.
Einen Überblick, wie teilweise erst eine Kette aus Messgeräten von unterschiedlichem Typus zum gesuchten Messwert führt, findet sich im Artikel Messeinrichtung.

## Einteilung nach physikalischen Größen
- Druck → Druckmessgerät, Dehnungsmessstreifen, Barometer – Pa, Bar
- Durchfluss → Durchflussmesser, Durchflusssensor – m³/s, l/min, kg/s
- Elektrische Spannung → Spannungsmessgerät – V
- Elektrischer Strom → Strommessgerät – A
- Frequenz → Frequenzmesser, Frequenzzähler – Hz
- Geschwindigkeit → Geschwindigkeitsmessung, Tachometer – m/s
- Kraft → Kraftmessung, Kraftaufnehmer – N
- Länge/Weg/Tiefe → Entfernungsmessung, Wegsensor – m
- Temperatur → Thermometer, Widerstandsthermometer, Thermoelemente – K, °C, °F

Für weitere Größen siehe Liste von Messgeräten